# Helmuth Macke
Helmuth Macke (né le 28 juillet 1891 à Krefeld, mort le 8 septembre 1936 à Hemmenhofen) est un peintre allemand.

## Biographie
Macke étudie de 1906 à 1909 à l'école des arts et métiers de Krefeld (de) auprès de Jan Thorn Prikker. Il a comme camarades Heinrich Campendonk et Walter Giskes, avec qui il ouvre un atelier en 1908. En 1909, il fait connaissance au Lac Tegern de Franz Marc qui l'invite dans sa maison d'été à Sindelsdorf.
De 1910 à 1911, il est en contact avec le cercle du Cavalier bleu et rencontre à Berlin en 1912 Erich Heckel, fondateur de Die Brücke. Lors du Erster Deutscher Herbstsalon en 1913, il expose deux tableaux. De 1925 à 1933, il vit entre Krefeld et Bonn et correspond avec Heinrich Campendonk et Wilhelm Wieger (de).
En 1929, il reçoit le Prix de Rome. Lors de son séjour à la Villa Massimo à Rome, il vit avec Karl Schmidt-Rottluff, Georg Schrimpf et Heinrich Ehmsen.
En 1933, il s'installe à Hemmenhofen, près du lac de Constance.
Il est un cousin du peintre August Macke.